# Улица Родионова

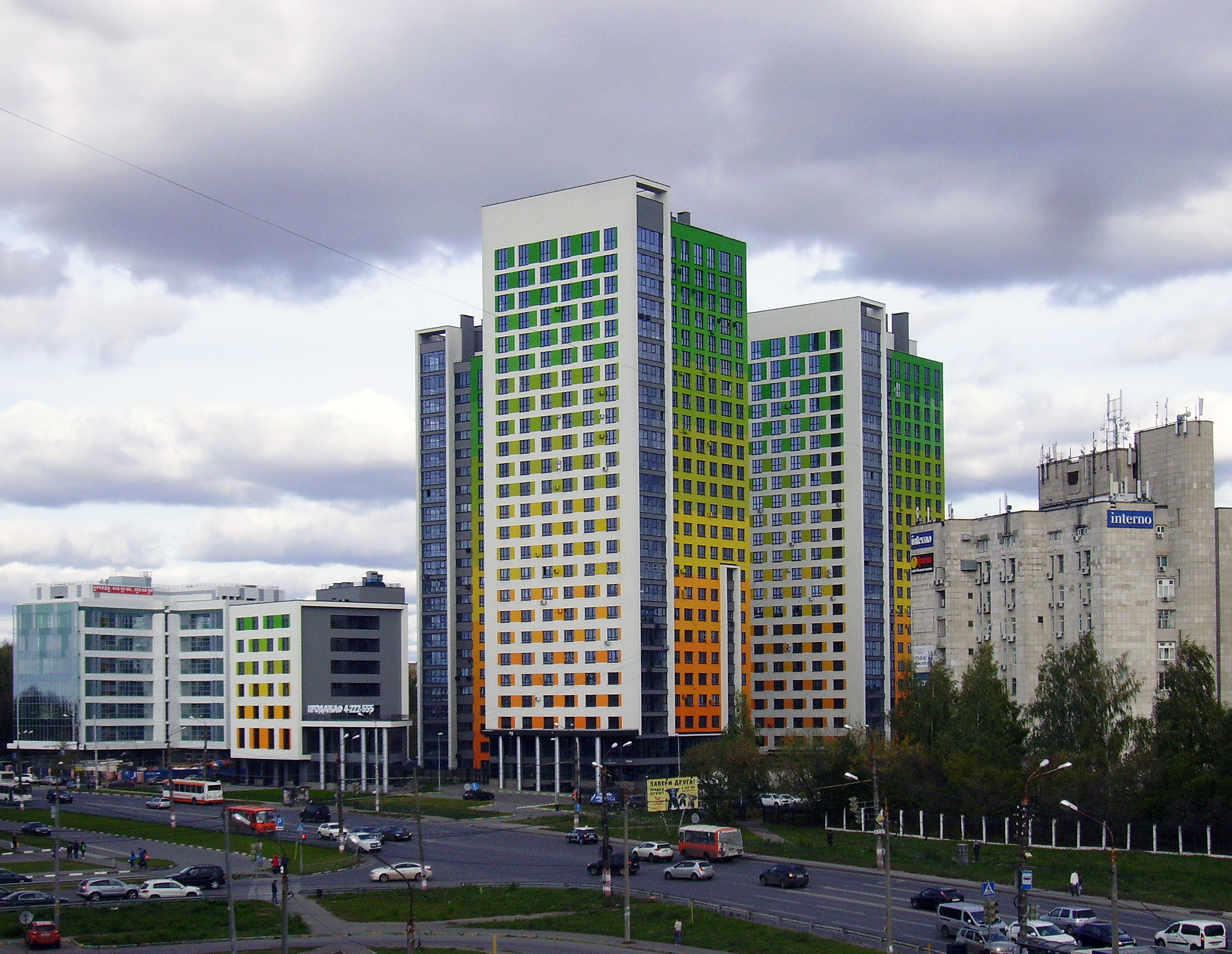
Вид на ЖК «КМ Мегаполис» и улицу Родионова

У́лица Родио́нова — одна из наиболее длинных улиц в Нагорной части Нижнего Новгорода, длиннее её только проспект Гагарина. Начинается от Сенной площади и ведёт в микрорайон Верхние Печёры, плавно переходя в Казанское шоссе и автодорогу М7 «Волга».

## История названия
Улица названа в честь Михаила Ивановича Родионова. М. И. Родионов был первым секретарём Горьковского обкома и горкома ВКП(б), председателем Горьковского городского комитета обороны (ГГКО) в 1941—1943 годах.

## Достопримечательности
8 мая 2010 года на улице Родионова был открыт памятник-мемориал Родионову.

## Транспорт
- Автобусные социальные маршруты:
  - № 2 (Верхние Печёры — ул. Родионова — пл. Сенная — ул. Белинского — пл. Лядова — пр. Гагарина — Автовокзал «Щербинки»)
  - № 16 (Площадь Максима Горького — ул. Горького — ул. Белинского — пл. Сенная — ул. Родионова — ул. Бринского — микрорайон Кузнечиха-2)
  - № 17 (Автостанция «Сенная» — ул. Родионова — ул. Белинского — пл. Лядова — пл. Комсомольская — ш. Комсомольское — ш. Московское — ул. Лесной Городок — ул. Ухтомского — ул. Электровозная — ул. Движенцев — ул. Гороховецкая — мкр. Сортировочный — пос. Берёзовский)
  - № 19 (пос. Высоково — ул. Белинского — пл. Сенная — пл. Минина — Речной вокзал — Московский вокзал — ул. Интернациональная — ул. Июльских Дней — пр. Ленина —  Заречная — ДК «Красная Этна» — пос. Дачный)
  - № 20 (Улица Деловая — ул. Родионова — ул. Бринского — ул. Ванеева — ул. Белинского — пл. Лядова — пл. Комсомольская — ул. Молитовская — ул. Баумана — ул. Памирская — ул. Нахимова — пр. Ленина — пл. Киселёва — ул. Лескова — ул. Я. Купалы — ул. Мончегорская — ул. Патриотов — ул. Ореховская — ул. Безводная — Аэропорт)
  - № 40 (Верхние Печёры — ул. Родионова — пл. Минина и Пожарского — пл. Свободы — пл. Горького — пл. Комсомольская — пр. Ленина — пл. Киселёва — Южное шоссе — микрорайон «Юг»)
  - № 45 (Верхние Печёры — ул. Родионова — пл. Минина — Нижне-Волжская наб. — Похвалинский съезд — пл. Горького — ул. Одесская — Московское шоссе — ул. Рябцева — ул. Ярошенко — ул. Черняховского — пр. Кораблестроителей — ЗКПД-4)
  - № 52 (Верхние Печёры — ул. Родионова — пл. Минина — Нижне-Волжская набережная — пл. Ленина — ул. Бурнаковская)
  - № 58 (Улица Деловая — ул. Родионова — пл. Сенная — ул. Минина — пл. Минина и Пожарского — ул. Варварская — пл. Свободы — ул. Горького — пл. Горького — ул. Б. Покровская — пл. Лядова — пл. Комсомольская — пр. Ленина — ул. Переходникова — пр. Бусыгина — ул. Дьяконова — пр. Октября — пр. Ильича — ул. Красноуральская — ул. Спутника — ул. Толбухина — ул. Мончегорская — Улица Космическая)
  - № 62 (Улица Усилова — ул. Родионова — пл. Сенная — ул. Белинского — ул. Ванеева — пл. Советская — ул. Бекетова — ул. Нартова — ул. Корейская — МУП «Цветы» — пр. Гагарина — Автовокзал «Щербинки»)
  - № 64 (Улица Усилова — ул. Родионова — ул. Минина — пл. Минина и Пожарского — ул. Варварская — пл. Свободы — пл. Горького — пл. Комсомольская — ул. Молитовская — ул. Баумана — ул. Памирская — ул. Адмирала Нахимова — ул. Новикова-Прибоя — ул. Дьяконова — ул. Строкина — мкр. Соцгород-2)
  - № 90 (Верхние Печёры — ул. Родионова — пл. Минина — Нижне-Волжская наб. — пл. Ленина — Московское шоссе — Сормовское шоссе — ул. Коминтерна — Починки — ул. Бутырская — ул. Новосельская — ул. Баренца — пр. Кораблестроителей — ЗКПД-4)
- Маршрутное такси: № т24, т40, т45, т57, т74, т82, т83, т97;